# Santa Apolonia Teacalco
Santa Apolonia Teacalco es una localidad del estado mexicano de Tlaxcala. Es cabecera del municipio de Santa Apolonia Teacalco.

## Demografía
| Censo | Población |
| ----- | --------- |
| 1995  | 3644      |
| 2000  | 3633      |
| 2005  | 3794      |
| 2010  | 4261      |
| 2020  | 4624      |